# لمور شکم‌سرخ
 لمور شکم‌سرخ (نام علمی: Eulemur rubriventer) نام یک گونه از تیره لموریان است.